# Jules Kayser
Jules Kayser (Venlo, 2 oktober 1879 - aldaar, 20 oktober 1963) was een Nederlands architect die voornamelijk werkzaam was in Limburg. Hij ontwierp vooral kerken, huizen en scholen.

## Biografische schets
Jules was de zoon van architect Johannes Kayser. Hij volgde de HBS in Maastricht. Daarna ging hij naar de Polytechnische School te Delft, waar hij in 1906 het diploma bouwkundig ingenieur behaalde. Vervolgens werkte hij een tijd bij zijn vader en deed ervaring op bij een aantal architecten. Hierna vestigde hij zich als zelfstandig architect in Venlo. Daar ontwierp Kayser zeer veel gebouwen, onder andere de brandweerkazerne in (1916) en het pand Bervoets in (1919).

## Werken

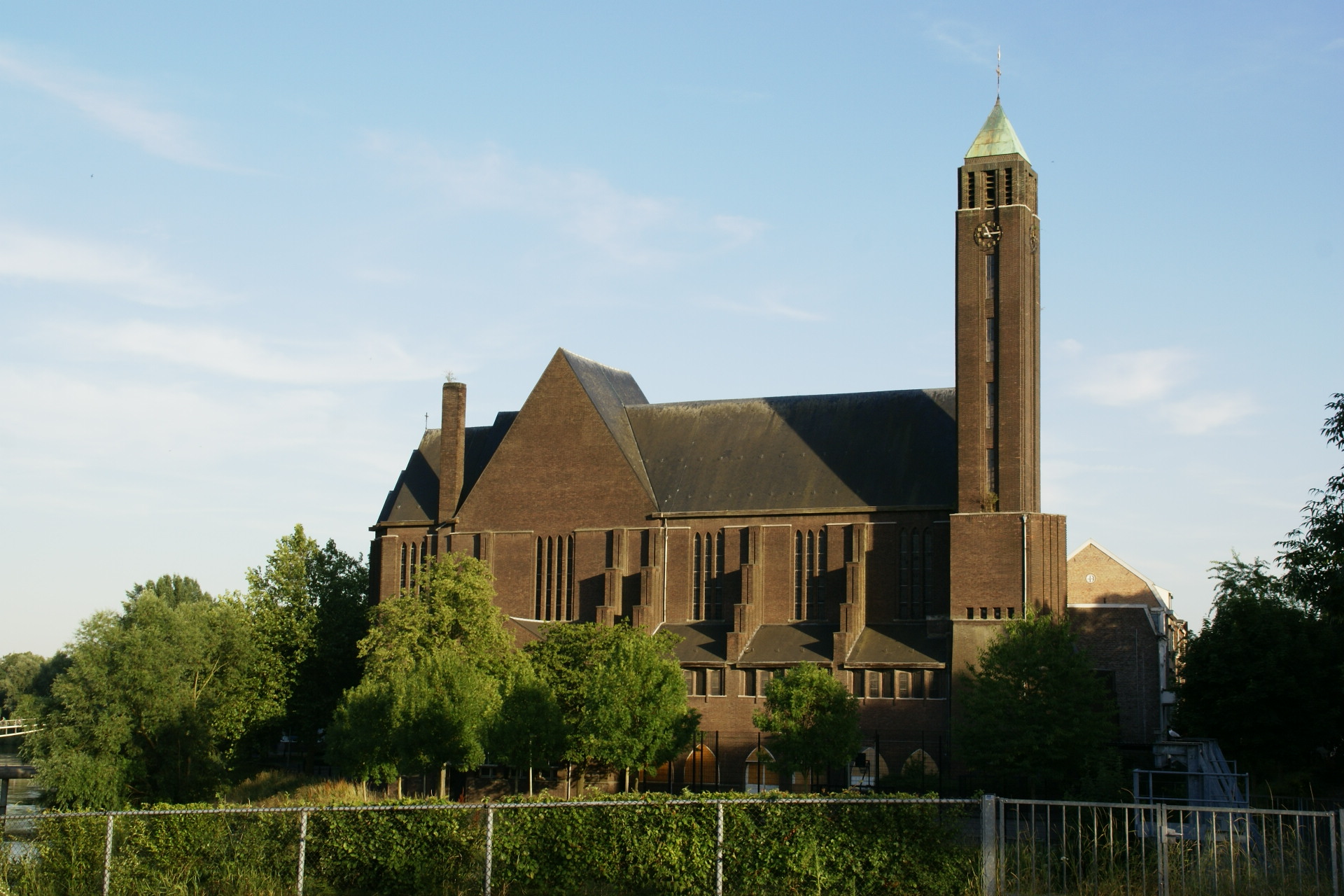
De Hubertuskerk in Maastricht (1925)

Net als zijn vader ontwierp Kayser een aantal kerken, waaronder de Heilig Hartkerk te Venlo uit 1921 en de Maria Geboortekerk te Nijmegen uit 1923. Belangrijk in zijn oeuvre is de Sint-Hubertuskerk te Maastricht uit 1925. Eerder bouwde hij in Maastricht het Henric van Veldekecollege (1922-23), waarvan slechts een deel bewaard is gebleven. De stijl van Kayser was aanvankelijk sterk geïnspireerd op het expressionisme van de Amsterdamse School. Later neigde zijn stijl sterk naar het traditionalisme.
Kayser bouwde vaak met baksteen, in combinatie met hoge zadeldaken. Voor de Tweede Wereldoorlog bouwde Kayser vooral nieuw, na de oorlog lag het accent meer op restauratie. Dit was mede ingegeven door de verwoestingen rondom zijn woonplaats en zijn positie als stadsarchitect van Venlo.

## Wederopbouwperiode
In 1948 maakte hij het wederopbouwplan voor de stad Venlo en bemoeide zich intensief met de uitvoering hiervan en met de stadsuitbreidingen in Blerick. Daarnaast hield hij zich bezig met restauraties. Hij herbouwde diverse kerken, waaronder De Martinuskerk te Venlo en de Sint-Petrus' Bandenkerk te Venray.
Vanaf 1945 fungeerde Kayser als deken van de Bisschoppelijke Bouwcommissie in Roermond. In hetzelfde jaar werd hij tot voorzitter benoemd van de net opgerichte Academie van Bouwkunst in Maastricht. Tevens was hij voorzitter van de WGA van 1947 tot 1960. Hij bleef tot op hoge leeftijd werkzaam, zijn laatste ontwerpen stammen uit de jaren 1950.

## Afbeeldingen

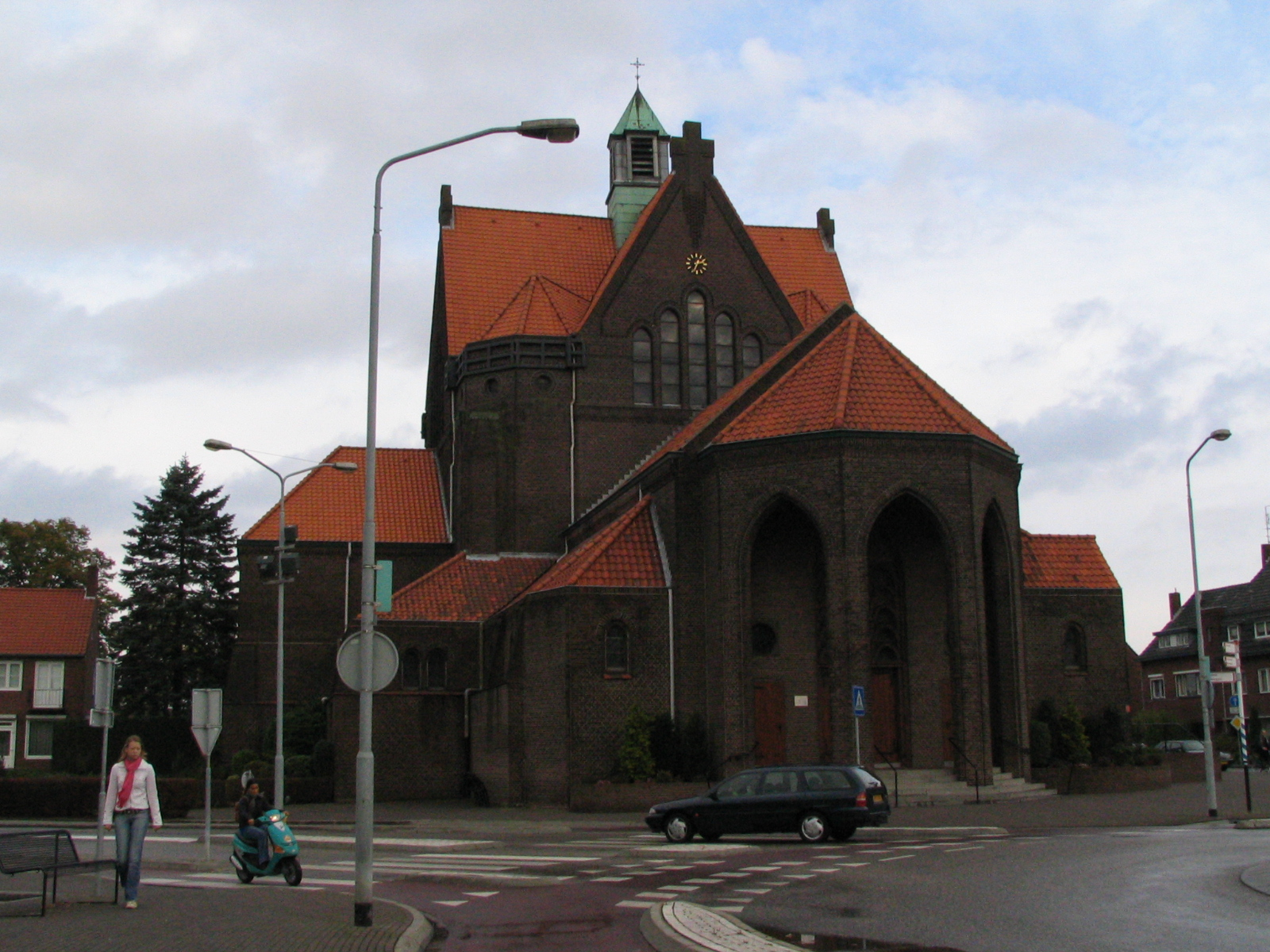
Heilig Hartkerk, Venlo
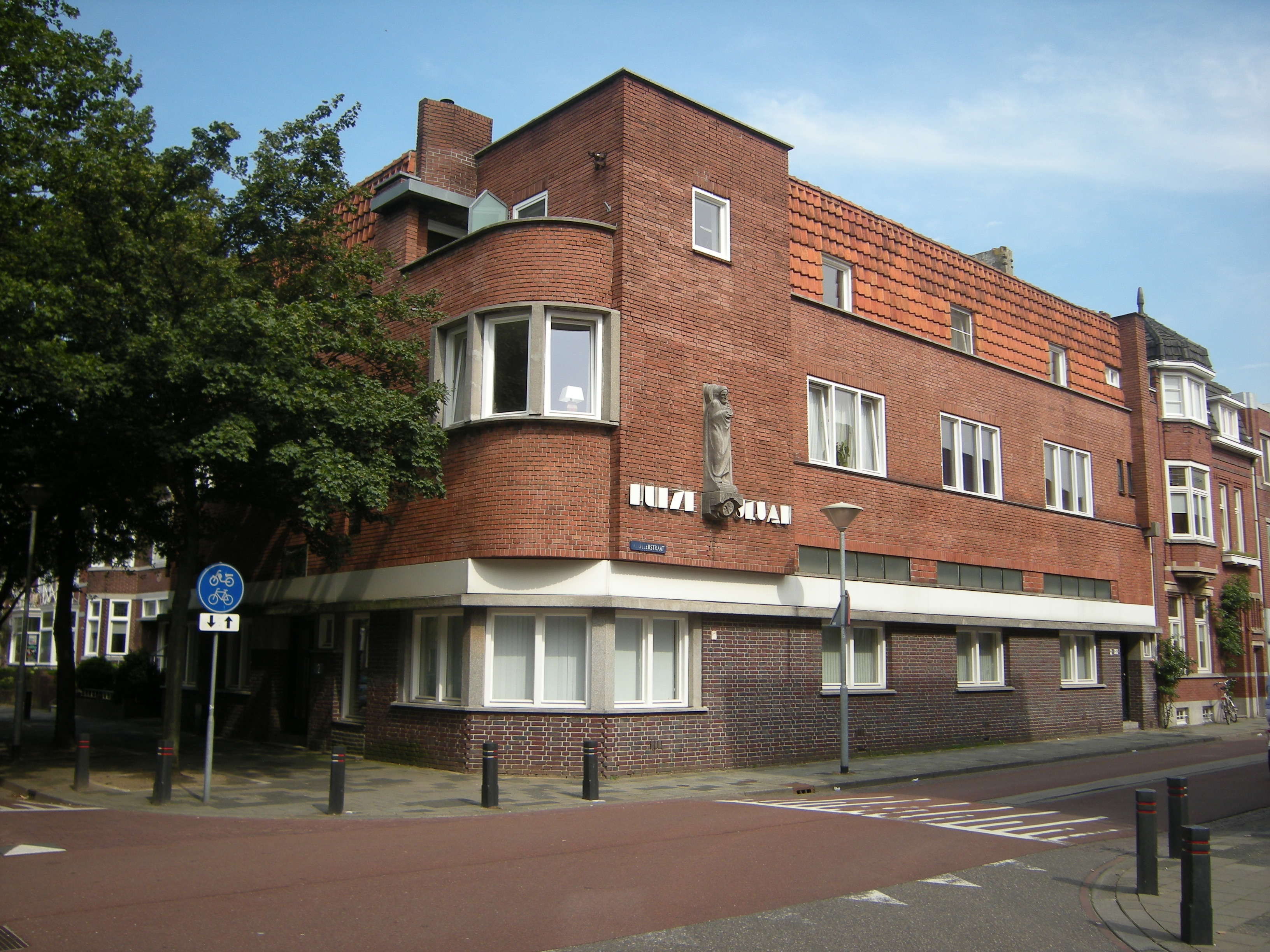
Huize Sint Jan, Venlo
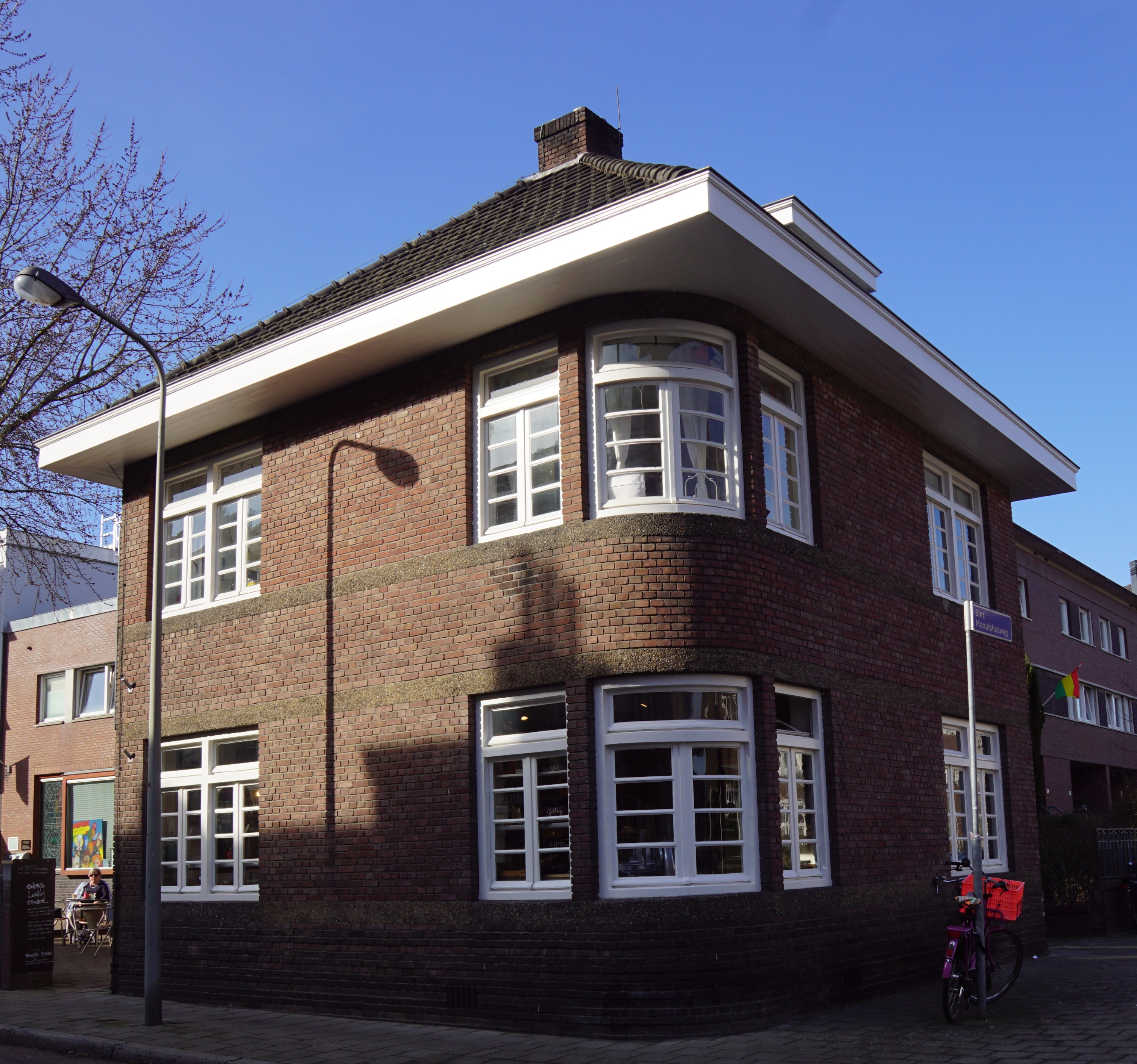
Portierswoning Veldekecollege, Maastricht
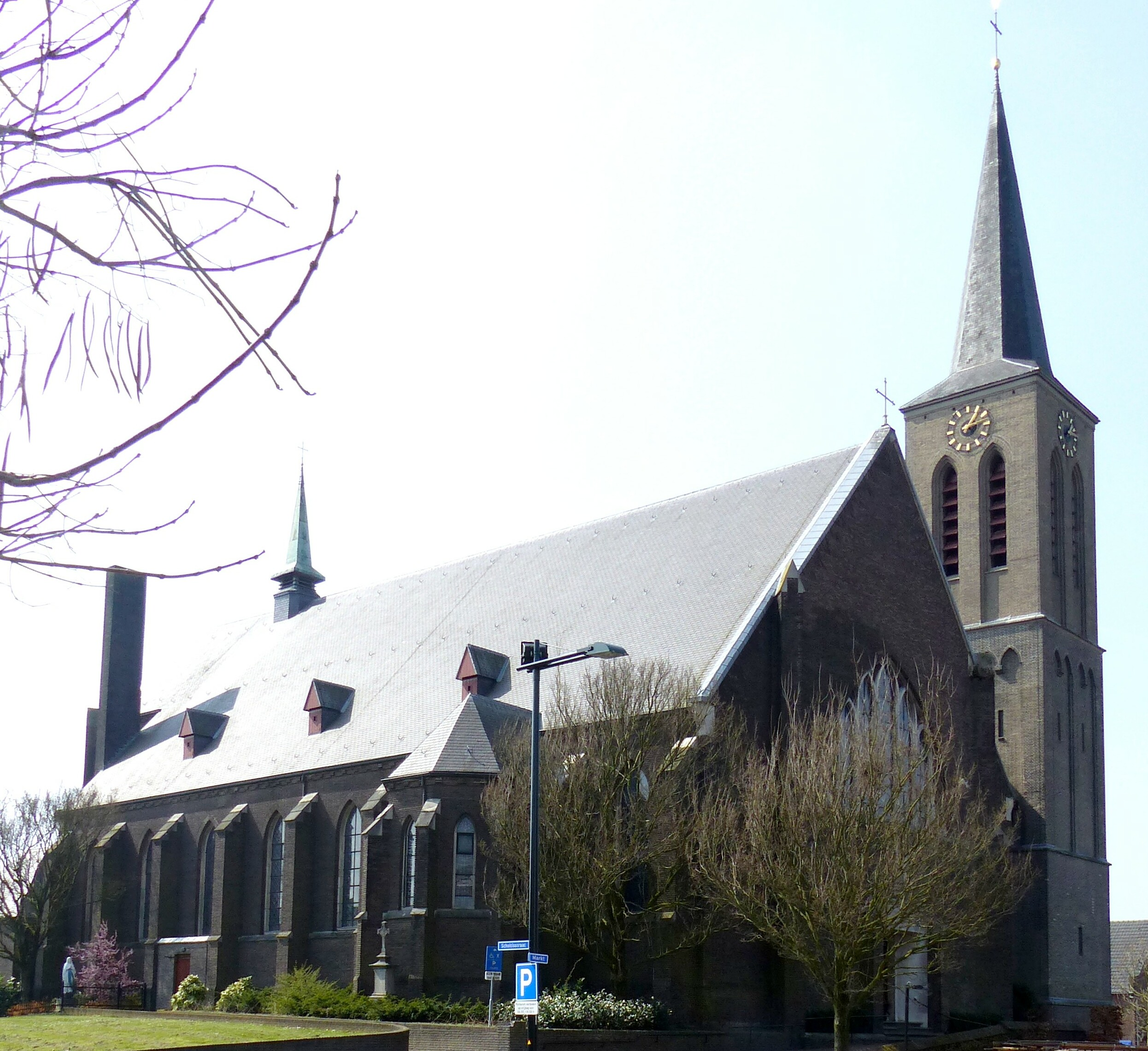
Sint-Andreaskerk, Velden